# Bahamas nos Jogos Pan-Americanos
A participação de Bahamas nos Jogos Pan-Americanos se deu desde a segunda edição do evento, em 1955, na Cidade do México, México.

## Quadro de medalhas
| Ano   | Sede             | Gold | Silver | Bronze | Total |
| ----- | ---------------- | ---- | ------ | ------ | ----- |
| 1955  | Cidade do México | 0    | 0      | 0      | 0     |
| 1959  | Chicago          | 2    | 0      | 0      | 0     |
| 1963  | São Paulo        | 0    | 0      | 0      | 0     |
| 1967  | Winnipeg         | 0    | 0      | 0      | 0     |
| 1971  | Cáli             | 0    | 0      | 0      | 0     |
| 1975  | Cidade do México | 0    | 0      | 0      | 0     |
| 1979  | San Juan         | 0    | 1      | 0      | 1     |
| 1983  | Caracas          | 0    | 1      | 0      | 1     |
| 1987  | Indianápolis     | 0    | 2      | 3      | 5     |
| 1991  | Havana           | 0    | 1      | 1      | 2     |
| 1995  | Mar del Plata    | 0    | 2      | 1      | 3     |
| 1999  | Winnipeg         | 2    | 0      | 1      | 3     |
| 2003  | Santo Domingo    | 0    | 2      | 0      | 2     |
| 2007  | Rio de Janeiro   | 2    | 2      | 3      | 7     |
| 2011  | Guadalajara      | 1    | 1      | 1      | 3     |
| 2015  | Toronto          | 2    | 2      | 2      | 6     |
| Total | Total            | 9    | 14     | 12     | 35    |